# Estación Hermoso Campo
Hermoso Campo es una estación de ferrocarril ubicada en la localidad homónima, Departamento Dos de Abril, provincia del Chaco, Argentina

## Servicios
Es una de las estaciones intermedias del servicio interurbano que presta la empresa estatal Trenes Argentinos Operaciones entre las estaciones Roque Sáenz Peña y Chorotis.
Presta un servicio ida y vuelta cada día hábil entre cabeceras.
Las vías por donde corre el servicio, corresponden al Ramal C6 del Ferrocarril General Belgrano, por allí transitan además, trenes de cargas de la empresa estatal Trenes Argentinos Cargas.